# Messier 47
Messier 47 (NGC 2422, NGC 2478) é um aglomerado estelar aberto localizado na constelação de Puppis a 1 600 anos-luz da Terra. Foi descoberto por Giovanni Battista Hodierna antes de 1654, porém a descoberta só foi atribuída a ele em 1984. Charles Messier descoberiu o aglomerado independentemente em 19 de fevereiro de 1771.
Messier 47 possui um diâmetro de 12 anos-luz e tem uma idade estimada em 78 milhões de anos. Contém cerca de 50 estrelas, sendo que a mais brilhante é de classe B2 e tem uma magnitude de 5,7.

## Descoberta e visualização
O aglomerado aberto foi descoberto pelo astrônomo italiano Giovanni Battista Hodierna antes de 1654, dscrevendo-o como a "nebulosa entre os dois cães" (referindo-se às constelações de Cão Maior e Cão Menor). Charles Messier redescobriu independentemente o objeto em 19 de fevereiro de 1771, descrevendo-o como um aglomerado mais brilhante do que seu companheiro aparente, Messier 46. Entretanto, Messier cometeu um erro na transcrição da posição do aglomerado e M47 permenceu um objeto perdido até 1959, quando foi identificado por T. F. Morris, juntamente com o também perido Messier 48. Mesmo com o erro de Messier, Caroline Herschel observou e identificou duas vezes o objeto no início de 1783. Seu irmão William Herschel, descobridor de Urano, também redescobriu independentemente o objeto em 4 de fevereiro de 1785, sendo a entrada H VIII.38 de seu catálogo.
O erro de Messier sobreviveu em muitos outros catálogos, incluindo o General Catalogue, de John Herschel (filho de William Herschel), que declarou que o "objeto não pôde ser visto" e que "provavelmente deveria ser um aglomerado muito tênue e pobre em estrelas", e o New General Catalogue, de John Louis Emil Dreyer.

## Características

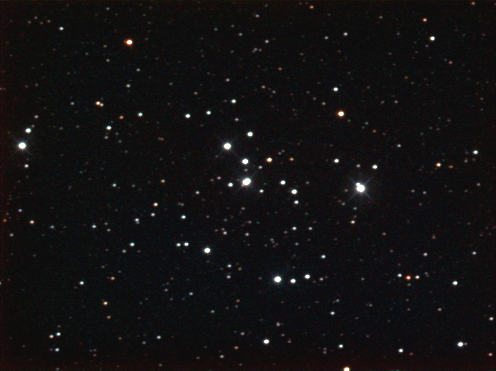
Messier 47, Ole Nielsen

É um aglomerado aberto com várias estrelas brihantes, contendo cerca de 50 estrelas em uma região com 12 anos-luz de diâmetro. Em sua região central, a densidad estelar é de 16 estrelas por parsec cúbico, embora a densidade média do aglomerado seja de apenas 0,62 estrelas por parsec cúbico, segundo Åke Wallenquist. Está a uma distância de 1 600 anos-luz em relação à Terra e seu diâmetro aparente na esfera celeste é de 30 minutos de grau, praticamente o mesmo diâmetro aparente da Lua Cheia.
Pertence à classe II,3,m segundo Kenneth Glyn Jones, de acordo com a classificação de aglomerados abertos de Robert Julius Trumpler, onde a classe I refere-se aos aglomerados mais densos e a classe IV aos menos densos; a classe 1 aos aglomerados com pouca diferença de brilho entre seus componentes e a classe 3 aos que tem grande diferença de brilho; e a classe p aos aglomerados pobres em estrelas, m para aglomerados com a quantidade de estrelas dentro da média e r para os ricos em estrelas. Contudo, pertence à classe I,3,m segundo Woldemar Götz e III,2,m de acordo o Sky Catalogue 2000.0'. A estrela mais brilhante pertence à classe espectral B2 e tem magnitude aparente 5,7. Em média, sua população estelar assemelha-se à população estelar das Plêiades. Contém duas estrelas gigantes alaranjadas, com luminosidade cerca de 200 vezes a luminosidade solar. Está se afastando radialmente do Sistema Solar a uma velocidade de 9 km/s e sua idade foi estimada em 78 mihões de anos, segundo o Sky Catalogue 2000.0.